# Станко Тавчар
Др Станко Тавчар (рођ. 2. фебруара 1898. Доброва (код Љубљане) - умро 11. јула 1945. Љубљана) је југословенски и словеначки фудбалер, који је играо на првој утакмици репрезентације Југославије
Први је репрезентативац у историји фудбала Словеније (једини до почетка Другог светског рата 1941), учесник на прве две утакмице националног тима Југославије на олимпијском турниру 1920. у Антверпену.
Рођен близу Љубљане, целу играчку каријеру провео је бранећи боје Илирије из Љубљане (1912—1922), са којом је освојио три првенства Словеније. Онижег раста (170 cm) и доста лаган (60 kg) за место бека на коме је стално играо, био је врло брз, добар техничар и за оно време међу ретким одбрамбеним играчима који су се укључивали у офанзивне акције (на пријатељској утакмици 1921. против прашке Славије 3:3 постигао је један гол).
За репрезентацију је одиграо две утакмице: 28. августа 1920. против Чехословачке (0:7) на олимпијском турниру у Антверпену, кад је наш тим после теже повреде Рупеца у 13. минуту наставио са 10 играча), и на тзв „утешном турниру“ (само једна утакмица - због пласмана од 5. места наниже) 2. септембра 1920. против Египта 2:4), такође у Антверпену.
Студирао је медицину и дипломирао 1928. на универзитету у Прагу, а радио је као лекар у Љубљани, Крању и Бечу.
Умро је у Љубљани 1945. у 47. години.